# Ringu (novela)
Ringu (リング 'Ringu'?) es una novela de terror escrita por Koji Suzuki, publicada en 1991. Fue la base para las películas Ringu, The Ring Virus y The Ring.

## Resumen del argumento
Después de que 4 adolescentes mueran misteriosamente de forma simultánea en Tokio, Kazuyuki Asakawa, un reportero y tío de uno de los fallecidos, decide iniciar su propia investigación personal. Su búsqueda lo lleva a "Hakone Pacific Land", un lugar de vacaciones donde los jóvenes fueron vistos juntos por última vez exactamente una semana antes de su muerte. Una vez allí, se encuentra con una misteriosa cinta de video sin marcar. Al ver la cinta, es testigo de una extraña secuencia de imágenes tanto abstractas como realistas, incluida la imagen de un hombre herido, que termina con una advertencia que revela que al espectador le queda una semana de vida. Dando un único medio para evitar la muerte, la explicación de la cinta termina repentinamente, habiendo sido sobreescrita por un anuncio. La cinta tiene un horrible efecto mental en Asakawa, y no duda ni por un segundo que su advertencia es cierta.
Al regresar a Tokio sin tener idea de cómo evitar su destino, Asakawa solicita la ayuda de su curioso amigo Ryuuji Takayama, un aparente psicópata que bromea abiertamente diciendo que comete una violación. Tan pronto como Asakawa explica la historia, Ryuuji le cree e insiste en ver la cinta. Asakawa se lo muestra y él acepta que hay un aura poderosa a su alrededor y le pide a Asakawa que le haga una copia para estudiar en casa, lo cual Asakawa hace.
Corriendo contra la fecha límite, ambos hombres comienzan a investigar la cinta. Al seguir las imágenes de la cinta, Ryuuji deduce que la luz estroboscópica rápida que se ve durante ciertas secuencias muestra que el dispositivo de grabación estaba "parpadeando". Luego, el dúo conecta esto, así como el significado de ciertas imágenes de cinta, y aprende de Sadako Yamamura, una joven capaz de hazañas tecnopáticas (como proyectar imágenes mentales en televisores) que desapareció misteriosamente 30 años antes. Creyendo que Sadako está conectado a la cinta, Asakawa también pronto se entera de que, después de dejar la cinta en su casa por descuido, su esposa y su pequeña hija vieron la cinta y ahora les queda 1 semana de vida.
Al enterarse de un sanatorio aislado que Sadako frecuentaba cuando su padre contrajo tuberculosis, Asakawa organiza una reunión con Nagao Jotaro, un médico del hospital ahora cerrado. Al reconocerlo como el hombre herido de las secuencias de la cinta, Ryuuji presiona agresivamente al Dr. Jotaro para obtener respuestas; el médico, cediendo ante la presión, explica que estaba enamorado de Sadako y la violó en el bosque cerca del hospital. Al infectarla con viruela que contrajo sin saberlo, Jotaro resultó herido durante una lucha (durante la cual se enteró de que Sadako era intersexual), lo que provocó que el médico arrojara a Sadako a un pozo cercano antes de aplastarla con rocas.
Creyendo que la ira y los poderes psíquicos de Sadako dieron como resultado las imágenes proyectadas en la cinta, Asakawa y Ryuuji se dirigen al pozo donde fue asesinada. Al darse cuenta de que el pozo está ubicado debajo de la cabaña donde se encontraba la cinta, el dúo localiza el pozo. Asakawa se agacha adentro y encuentra los restos de Sadako. Recuperándose y enterrando sus restos, Asakawa pasa su fecha límite, lo que confirma que su maldición ha terminado. Sin embargo, cuando Ryuuji muere de un ataque al corazón al día siguiente, se revela la verdadera naturaleza de las cintas: la ira de Sadako hizo que sus poderes psíquicos se combinaran con el virus de la viruela en su cuerpo, creando un fenómeno paranormal que se activa cuando se ve la cinta. . Exigiendo al espectador que reproduzca la cinta, la maldición se propaga como un virus a través de las copias de la cinta, salvando a cualquiera que la copie; dado que Asakawa duplicó la cinta a pedido de Ryuuji, ahora debe hacer que su esposa e hija hagan lo mismo.

## Personajes
- Kazuyuki Asakawa: personaje principal de la novela. Es un periodista cuya reputación se vio empañada un poco en el pasado en relación con los ovnis y fantasmas. Tiene una esposa llamada Shizuka y su hija Yoko.
- Ryuji Takayama: el amigo de Kazuyuki quién lo ayuda a resolver el enigma de la misteriosa cinta. Él era un médico, pero más tarde se convirtió en un profesor de filosofía de una universidad famosa. Es también una especie de genio. Ryuji afirma que el propósito de su vida es ver el final de la humanidad. También se pretende que es un violador, aunque estas afirmaciones son ciertas o no no está claro, tal vez sea una broma para hacerse amigo de Asakawa. De hecho, es una persona solitaria que lucha por vivir en paz dentro de la sociedad.
- Sadako Yamamura: el antagonista invisible del libro que desapareció hace 30 años. También es la persona detrás de la cinta maligna. Ella es, de hecho, una hermafrodita con poderes especiales, similares a la percepción extrasensorial. A pesar de su hermafroditismo se decía que era muy hermosa.
- Shizuka y Yoko Asakawa: esposa e hija de Kazuyuki Asakawa. Shizuka, sin saberlo, mira el video maldito con su hija Yoko en su regazo, se convierte en la principal motivación por la cual Asakawa debe resolver el enigma.
- Shizuko Yamamura: madre de Sadako que poseía poderes similares a los de su hija. Se arrojó al cráter del Monte Mihara.

## Diferencias entre la película y la novela
Hay muchas diferencias entre la novela de Koji Suzuki y la película Ringu dirigida por Hideo Nakata y escrito por Hiroshi Takashi:
- Asakawa en la novela es un hombre llamado Kazuyuki, mientras que en la película es una mujer llamada Reiko.
- Kazuyuki tiene una esposa y una hija, en la película Reiko está divorciada con Ryuji y tiene un hijo llamado Yoichi.
- La isla Okazaki no existe en la novela.
- El verdadero antagonista de la novela no es Sadako sino el virus del anillo, que se creó cuando Sadako murió y sus poderes psíquicos se fusionaron con el virus de la viruela. El virus de la virula ha mutado lo cual es capaz de propagarse a través de los medios psíquicos. En la película es Sadako la verdadera antágonista pero vale la pena señalar que en la novela que el virus surgió de la fusión del virus de la viruela, los poderes psíquicos de Sadako y su odio a la sociedad.
- Sadako en la novela tenía un hermano menor que murió durante su infancia. En la película Sadako no tiene hermanos.
- En la novela Sadako es una hermafrodita. Ella tiene un síndrome de insensibilidad a los andrógenos, lo que significa que ella es anatómicamente femenino, excepto que tiene un par de testículos por debajo de su vagina (que evidentemente no tiene un pene). No hay mención de esto en la película y es de suponer que es totalmente femenina.
- En la película, su padre Heichachiro Ikuma mata a Sadako con un machete y luego la arroja al pozo (aunque más tarde se reveló que no murió de inmediato, ella vivió por pura voluntad durante 30 años, muriendo solo un año antes de los acontecimientos de la primera película). En la novela, Sadako es asaltada y violada por un médico que trabaja en la instalación está siendo tratado por su padre (por tuberculosis) y luego la deja caer al pozo. También en la novela Sadako murió de hambre con lleno de odio.
- Los poderes y habilidades de Sadako difieren en la novela y la película. En la novela Sadako poseía nensha (fotografía psíquica) y posiblemente habilidades mentales, clarividencia y predicciones. Eso no es nada comparado con la Sadako de las películas que es más poderosa más allá de todo límite. Aparte de nensha y la clarividencia Sadako en las películas posee la capacidad de teletransportarse, tiene poderes de regeneración, habilidades curativas (este último solo es utilizado por la buena Sadako) e incluso la capacidad de burlar a la muerte en cierto modo. Sadako en la novela no puede matar a gente cuándo ella quiere, en cambio Sadako en la película si puede matar a la gente cuando ella quiere. También Sadako en la novela evidentemente puede manipular el Virus del Anillo a su voluntad e infectar a cualquier persona que elija.

## Adaptación
De la novela se ha hecho una adaptación a una serie de mangas, todas pertenecen a la editorial japonesa  Kadokawa Shoten, todas han sido publicados en España por la editorial Ivrea.